# Maria Padula
Maria Padula (Montemurro, 12 gennaio 1915 – Napoli, 10 dicembre 1987) è stata una pittrice e scrittrice italiana. Figlia adottiva di Rosina e Nicolino Padula , con i suoi scritti ed i suoi quadri ha percorso ed interpretato la difficile realtà italiana del dopoguerra, aderendo alla corrente del neorealismo.

## Gli anni della formazione
Gli anni della formazione si svolgono prima al liceo artistico di Napoli dal 1933 al 1938 e successivamente presso l'Accademia di Belle Arti di Napoli nella sezione Pittura. Durante questo periodo inizia a maturare un suo proprio linguaggio conducendo alcune personali esplorazioni nel suo paese natale, Montemurro.. Dopo alcune divergenze con il maestro Pietro Gaudenzio decide di trasferirsi a Firenze, accademia più aperta alle sperimentazioni degli allievi, dove avrà come maestro Felice Carena. In quegli stessi anni si consolida il rapporto con Giuseppe Antonello Leone, anche lui artista, che sarà il compagno di una vita. Le opere di questo periodo si staccano presto dai dettami dell'accademia per intraprendere una strada personale in cui la pittura ha soprattutto una funzione narrativa rispetto alla realtà meridionale.

## Gli inizi
Gli anni immediatamente successivi alla seconda guerra mondiale si aprono con un’importante opera pubblica realizzata da Maria Padula insieme al novello sposo Giuseppe Antonello Leone. Si tratta dei dipinti per la chiesa madre di Pietradefusi (AV). Opera di Maria Padula è la grande tela che ha come tema la nascita della Vergine, mentre di Leone sono le altre due tele, che raffigurano l'Annunciazione e la presentazione della Vergine al tempio. Questo esordio, incoraggiato dalle critiche positive ricevute da Eva Tea sulla rivista Art Notes incoraggiano Maria Padula ad approfondire temi legati alla sua terra ed al suo territorio: la Basilicata.
Sono anni di fervente dibattito per il meridione alimentato dagli studi sui Sassi di Matera e da personalità come Manlio Rossi-Doria, Carlo Levi e Rocco Scotellaro, le cui vite ed i cui pensieri si incrociano spesso con l'attività di Maria Padula e di Giuseppe Antonello Leone. Nel dicembre del 1947 Maria Padula partecipa a Matera ad una mostra con i più importanti pittori lucani: Giocoli, Claps, Pergola, Masi, Nutile e Leone. Ne parla Il Sud letterario in un articolo a firma P. E., segnalando come elemento caratterizzante della pittura di Padula sia "aborrire ogni altra cosa per superare la materia".. Al contempo, a partire dal 1948, con la mostra al "Salone della camera del lavoro di Piazza Matteotti" a Potenza si inaugura un sodalizio ed una sincera amicizia con il poeta, scrittore ed intellettuale Leonardo Sinisgalli, che recensisce la mostra. A lui Maria fece il ritratto ufficiale, attualmente custodito presso la Fondazione Sinisgalli che ha sede a Montemurro (PZ).

## Gli esodi degli anni '50 e '60
La precaria condizione dell'entroterra lucano inducono Maria Padula e la sua famiglia a spostarsi per assecondare le esigenze di lavoro di suo marito Giuseppe Antonello. A causa di ciò la famiglia si sposta prima a Potenza, poi a Vietri sul Mare (SA) ed infine a Napoli. Durante questo periodo si consolida il tema del racconto della realtà meridionale attraverso la pittura, ma anche attraverso testi scritti. Questa nuova urgenza trova sfogo nella pubblicazione del libro Il paese è paese d'inverno, che 1965 vincerà, il «1º Premio per la Letteratura» al Concorso indetto dal Circolo «La Torre» di Atella la cui commissione è presieduta da Carlo Alianello.

## L’impegno sociale e politico
L'impegno di Maria Padula nel campo sociale e politico è rivolto alla questione femminile ed alla difesa dei diritti delle donne: milita nella sinistra parlamentare e frequenta i gruppi di base cattolici. Il dipinto "Manifestazione" del 1970 racchiude le sue posizioni politico-sociali. Dora Celeste Amato sottolinea che non è possibile etichettarla in alcun modo: “Cattolica del dissenso? Perché etichettarla? Maria è stata la libertà fatta persona, senza mai autocompiacimenti o commiserazioni. Interprete del meridionalismo di oggi e non di ieri, di battaglia, attraversando quasi l’intero secolo ‘breve’. E alla prima tessera del PCI si aggiunge l’essere la prima donna artista lucana, in senso di ‘strutturata’, con scuola, Liceo ed Accademia alle spalle. Oltre alla lotta all'analfabetismo, alla riconquista delle terre, sempre insieme a Bepi Leone e a tutti gli amici nominati in questo ‘incontro’ con Maria. E se pensiamo che molto avveniva prima del ’46, anno del voto alle donne, è inutile qualsiasi commento.”. Anna Mollica evidenzia ancora tratti della sua personalità: "Educata già da mamma Rosina ai principi di eguaglianza e parità, da adulta aveva maturato idee femministe, convinta che le donne hanno notevoli capacità in tutto. La sua era una lotta tendente alla valorizzazione della donna, delle sue peculiarità. Affermava infatti: «Dobbiamo accettare di essere donna. Il nostro sforzo deve essere per la parità non l'uguaglianza». Da qui il rifiuto di ogni più piccolo sintomo di discriminazione, di violenza e di sopraffazione. «Va estirpato», diceva, «se non vogliamo più guerre: se davvero vogliamo una società civile nella quale ciascuno abbia il suo spazio, senza togliere nulla al suo vicino»..

## Gli scritti di Maria Padula
- Il paese è paese d'inverno, edizione La Torre, Atella 1973.
- Il traguardo, Pellegrini editore, Cosenza 1976.
- Il vento portava le voci. Storia di una ragazza lucana, Editore Istituto Grafico Editoriale Italiano, Napoli 1985.
- L'uovo del cuculo, Editore Istituto Grafico Editoriale Italiano, Napoli 1986.

## Omaggi
La sua pittura ha inspirato nel 2017 il maestro Angelo Gilardino per il brano "Albero Solitario", per chitarra battente e chitarra classica, come ricordo della stessa grande pittrice lucana Maria Padula e dedicato a Marcello De Carolis e Luca Fabrizio (Cordaminazioni) che lo hanno inciso nel 2018.